# Ölöts
Pour les articles homonymes, voir Olot.

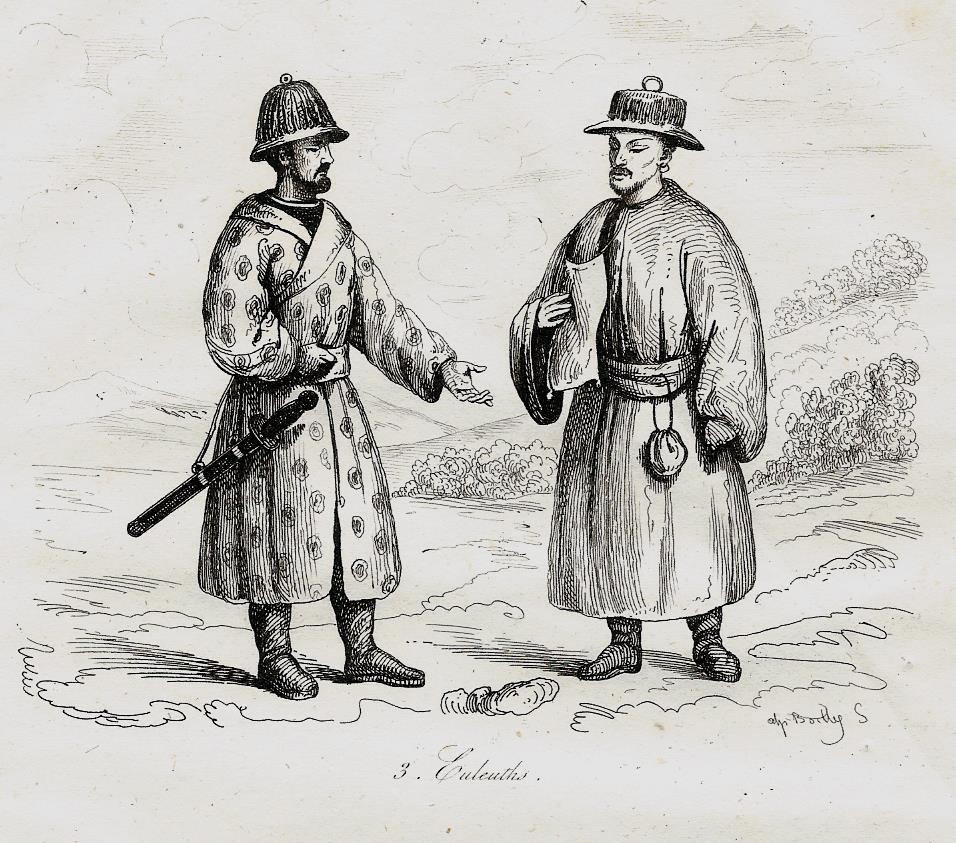
Représentation des Ölöts par Julien Léopold Boilly, au XIX

Les Ölöts (Mongol cyrillique : Өөлд, translittération officielle mongole : Ööld ; translittération ISO 9 : ölöt, ööld, öölöd, ögölöt), parfois également traduit en Eleuths, Euleuths ou encore Ölöths, sont un sous-groupe ethnique mongol oïrat, leur langue est l'Ölöt, dialecte de l'Oïrate.
La majorité de sa population a été tuée par l'armée des Toungouses Mandchous de la Dynastie Qing qui gouvernait alors la Chine, lors de la chute du Khanat dzoungar (1755 — 1758), dont le territoire est aujourd'hui au Nord du Xinjiang, en République populaire de Chine.
En 2009, ils étaient 16 639 à vivre dans l'aïmag de Khovd, dans l'Ouest de la Mongolie. D'autres vivent en République populaire de Chine.